# Динь-Динь (Дисней)
Динь-Динь или Динь-Дилинь, Тинкер Белл (англ. Tinker Bell) — героиня диснеевского мультфильма Питер Пэн и главная героиня диснеевской франшизы о феях, произведенной DisneyToon Studios. По мнению многих историков кино, Динь-Динь также является настоящим символом мира Дисней. Динь-Динь — блондинистая фея, одетая в зелёное платье, сделанное из листьев, подруга Питера Пэна, живущая с ним на острове под названием Нетландия. До встречи с Питером жила в Долине Фей, вместе с её подругами. Имеет сестру по имени Незабудка. Динь-Динь умеет разговаривать, но для людей её голос звучит как колокольчик. В оригинальном фильме она озвучена не была, однако в фильмах о феях её голосом занимается актриса Мэй Уитман. В русском дубляже её озвучивает Анна Бегунова.

## Происхождение и концепция
В конце 1930-х годов, во время производства «Белоснежки и семи гномов», Уолт Дисней решил создать полнометражный анимационный фильм по мотивам пьесы Джеймса Мэтью Барри «Питер Пэн». Предварительные работы по созданию фильма начались в 1938 году, однако Дисней получил права на создание мультфильма по мотивам «Питера Пэна» только в 1939 году. Первым к чему приступили создатели, стала разработка персонажа Динь-Динь. Уолт Дисней очень хотел, чтобы в его версии «Питера Пэна» фея Динь-Динь стала полноценным персонажем, а не пятнышком света, как в обычных театральных постановках. С каждым эскизом героиня постепенно эволюционировала, и каждый новый образ отражал тогдашние понятия о женской красоте.

## Дизайн
Анимация героини была поручена аниматору Марку Дэвису, которой ранее анимировал Золушку, а позднее анимировал Аврору и Малефисенту из мультфильма «Спящая красавица» и Стервеллу Де Виль из мультфильма «Сто один далматинец».
Много лет ходили слухи, что Динь-Динь срисовали с актрисы Мэрлин Монро, но многие факты говорили об обратном, ведь Монро тогда ещё никто не знал. В то время она уже была в Голливуде, но художники и аниматоры студии Disney не знали её. На самом деле, Динь-Динь рисовали с актрисы и радиоведущей Маргарет Керри, которая также послужила живой моделью для аниматоров. Вот что говорит об этом сама актриса:

Меня позвали на пробы на студию Disney и сказали: «Она [Динь-Динь] должна вспорхнуть на ручное зеркальце, которое лежит на столике, посмотреться, прихорошиться, присмотреться к своим бёдрам и распереживаться по поводу их объёма». И я это изобразила. Я сказала: «Всё ясно». Я шагнула на «зеркальце», посмотрела вниз, стала рассматривать и измерять свои бёдра, потом топнула ногой и ушла. И меня спросили: «Вам будет удобно прийти в следующий вторник?» Им понравилось моё творческое воображение.— актриса Маргарет Керри

## Феи
Динь-Динь была рождена с первым смехом ребёнка из одуванчика. Ветер Видии направил её на Долину Фей. После небольшой церемонии она узнала, что она фея Мастерица и теперь будет работать с двумя эльфами — Клэнком и Бобблом. Все рады, кроме Видии, которая не разделяет восторга по причине сравнения её с Динь. Клэнк и Боббл показали Динь-Динь Долину Фей и её дом. Сумев сделать из больших листьев себе платье, она прибыла на место работы мастеров, где познакомилась с главной мастерицей Феей Мэри, которая в свою очередь командует всеми Мастерами. Фея Мэри поручила ей, Клэнку и Бобблу отвезти их работы феям весны. В пути Динь-Динь узнала что мышонка, который их везёт, зовут Сыр, а также на лугу живут страшные бегущие чертополохи. Добравшись до места фей весны Динь-Динь познакомилась с феей воды — Серебрянкой, феей света — Иридессой, феей животных — Фауной и феей цветов — Розеттой. Они ей рассказали о континенте, насколько там замечательно, и она загорелась идеей туда попасть. На обратном пути она встретила Видию и хотела с ней подружиться, но Видия, считающая свой дар главным среди фей, называет дар Динь бесполезным и говорит что скорый приход весны от неё не зависит. Динь-Динь, разозлившись, улетает, но пролетая над берегом находит потерянные вещи и приносит их на рабочее место мастеров. Фея Мэри забирает у неё потеряшки и говорит, что надо готовиться к королевскому смотру. Когда Королева Клэрион проверяет, всё ли готово к приходу весны, появляется Динь и хочет показать Королеве свои вещи, но та раскрывает ей правду, что феи мастера не посещают континент. Расстроенная Динь уходит обратно на рабочее место мастеров. Там после разговора с феей Мэри она решает поменять свой дар и приходит за помощью к феям весны с которыми она подружилась. Они согласны ей помочь, и первая вызывается Серебрянка. Она пытается научить Динь держать воду, но ничего не выходит. Тогда Иридесса пытается научить Динь брать свет и давать его светлячкам, но у Динь это тоже не выходит. На следующий день расстроенная Динь делает чайники и обижает Клэнка с Бобблом говоря что она не хочет быть «просто глупым мастером». Она летит к Фауне которая просит её научить птенца летать, но птенец её панически боится. Тогда Динь видит в небе птицу, которая отлично летает, и летит к ней за помощью, но это оказывается ястреб который гонится за Динь и теперь хочет съесть. Динь пытается спрятаться в дереве где сидит Видия, но ястреб повреждает дерево и чуть не съедает Видию. Ястреба прогоняют другие феи, а Видия, лицо которой теперь всё во фруктах, злится ещё больше на Динь и ещё больше её ненавидит. После третьего провала подряд Динь разочаровывается в себе и летит на берег где спонтанно чинит музыкальную шкатулку. Наблюдавшие за этим Серебрянка, Розетта, Иридесса и Фауна пытаются убедить её в необычности дара, но несмотря на это она до сих пор хочет на континент. Не получив поддержки подруг она обращается за помощью к Видии которая советует ей поймать в загон бегущие чертополохи. Динь верит Видии и с помощью мышонка Сыра она пытается поймать чертополохи, но в результате коварства Видии чертополохи вырываются с луга и разрушают все запасы к весне. Динь-Динь берёт всю вину на себя и хочет уйти из долины фей. Теренс — хранитель пыльцы даёт ей пыльцу и говорит ей что хоть у него и не самая важная роль в жизни фей, но тем не менее он гордится своей работой. Королева, фея Мэри и Министры понимают что весна в этом году не сможет начаться вовремя и хотят поведать всем это, но Динь, которая нашла потеряшки и сделала из них полезные вещи, приходит на сходку и рассказывает всем свои идеи. Видия пытается помешать ей, припоминая всем кто во всём виноват. Динь, разозлившись на Видию, высказывает ей прямо при Королеве всё что о ней думает, в ответ на это Видия случайно выдает себя и своё участие в плане с чертополохами. В итоге Королева наказывает Видии загнать все чертополохи обратно на луг. Динь просит прощения у Клэнка и Боббла, и все вместе феи за день восстанавливают все запасы, а Серебрянка и остальные подруги Динь просят Королеву позволить ей полететь на континент. Королева и фея Мэри разрешают Динь полететь на континент и вернуть шкатулку, которую она починила для девочки, потерявшей её. Мечта Динь сбывается, и она летит на континент и смотрит как остальные приносят весну, а потом берёт шкатулку и находит девочку, ею оказывается Венди. Динь оставляет шкатулку на подоконнике и улетает с подругами назад в долину.

## Феи: Потерянное сокровище
В сиквеле Динь-Динь продолжает придумывать разные штучки, чтобы помочь своему другу Теренсу с доставкой пыльцы, но у неё не слишком хорошо получается. Однажды Королева приглашает Динь к себе по рекомендации феи Мэри, и поручает Динь сделать скипетр для лунного камня, который во время праздника раз в 8 лет преобразует лунный свет в волшебную пыльцу. Динь просит помочь ей Теренса, но чересчур назойливое поведение злит Динь, в итоге они ссорятся из-за разбитого скипетра и Теренс уходит. До праздника осталось совсем мало времени, а скипетр сломан. Динь в ярости бьёт по компасу, который принёс Теренс, и тот, открывшись, разбивает лунный камень на множество осколков. Динь-Динь пытается собрать камень, но не удачно. Тогда она по приглашению Клэнка и Боббла приходит на спектакль, и узнаёт у феи Мэри что второго такого камня больше нет, но на этом спектакле рассказывают историю о волшебном зеркале которое исполняет желание. Фея Мэри подтверждает что это правда, тогда Динь собирается на север Нетландии за поисками. Она просит у подруг пыльцу, но она им самим нужна, тогда она просит пыльцу у Теренса, но и он отказывает, ведь Динь не хочет объяснить ему, зачем ей нужно больше пыльцы. Тогда Динь делает воздушный шар, берёт запасы и отправляется в путь. По пути на неё чуть не нападают летучие мыши и к ней в сумку падает светлячок. Он съедает её запас еды, но она всё таки разрешает ему остаться в качестве фонаря, получая имя Блеск. Увидев каменную арку, о которой говорилось в легенде она летит туда оставляя светлячка на шаре, но это оказывается совсем не арка, а согнутое дерево, а шар уносит ветром. Летя за ним, Динь и Блеск попадают под сильный ветер, сбиваются с курса и оказываются в лесу, им помогают звери живущие в там: они приносят для Динь воду, еду и провожают Динь к каменной арке. Пыльца Динь на исходе, а её запасы были в шаре, и Динь приходится идти пешком. На "мосту" Динь тормозят два тролля которые ссорятся постоянно, но тут же мирятся что заставляет Динь задуматься. Пока они в очередной раз ссорятся, Динь воспользовалась этой ситуацией, проходит туннель и добирается до корабля пиратов, находит зеркало, но в самый ответственный момент она просит Блеск "чтобы он затих на минутку". Зеркало буквально воспринимает слова, и камень остаётся разбитым, но на помощь Динь приходит Теренс, который узнал, что она разбила камень и взял больше пыльцы чтобы найти Динь. Вместе они спасаются от крыс и находят шар Динь на носу корабля пиратов. Они обсыпают шар пыльцой и летят домой, в дороге попутно вставляют осколки шара в скипетр и вернувшись домой и дождавшись луны, устанавливают скипетр на его церемониальное место. Долина фей чудом получает ещё больше волшебной пыльцы чем когда либо. Динь и Теренс несут скипетр к древу волшебной пыльцы.

## Феи: Волшебное спасение
В мультфильме Динь с остальными на всё лето прилетают на континент. Динь грустит что у неё нет работы, но Теренс успокаивает её. Услышав звук машины, все попрятались и только Динь полетела смотреть, что за интересная техника, за ней полетела Видия. Машина принадлежала работнику музея который ещё и коллекционирует бабочек и его дочери Лизии, которая твёрдо и решительно верит в фей. На обратном пути Динь и Видия видят домик, который Лизия построила и поставила на лугу, это был домик для фей и Динь заходит внутрь из любопытства несмотря на слова Видии об опасности. Видия не добившись от Динь того чтобы та вышла захлопывает дверь чтобы приподать урок Динь, но, увидев возвращающуюся Лиззи, она поспешно пыталась открыть дверь, но ей не удалось так как дверь заклинило. Лиззи унесла Динь к себе домой, а Видия, проследив где её дом и где держат Динь, полетела за помощью под дождём. Динь-Динь тем временем чуть не съел кот Лиззи, а план побега не удался, но Динь поняла что Лиззи любит фей и вреда ей не причинит. Ей удаётся рассказать о мире фей Лиззи и та записывает всё так как её отец дал ей альбом для научной работы. Ночью Лиззи и Динь пьют чай, а когда девочка засыпает, фея видит, что отец Лиззи целый день потративший на борьбу с протечками в доме, расстроен, Динь чинит все протечки в доме, а также отпускает бабочку которую поймал отец Лиззи для музея, а утром предлагает ей показать их работу о феях отцу, но тот в ярости из-за исчезновения бабочки обвиняет Лиззи в том, что она её отпустила и прогоняет её. Расстроенную девочку успокаивает Динь, а потом с помощью пыльцы позволяет ей летать, на шум приходит отец Лиззи и та показывает отцу свою работу, а когда тот вновь говорит что это бред разозлившаяся Динь вылетает из домика и пугает его до смерти. Отец и Лиззи рассматривают Динь, а когда отец Лиззи хочет поймать Динь, прибывшая в это время Видия отталкивает её, но сама попадается и отец Лиззи немедленно везёт её в Лондон. Динь с друзьями опыляют Лиззи и все вместе летят в Лондон, тем временем по дороге Динь ломает машину отца Лиззи, и они догоняют его у музея. Отец Лиззи отпускает Видию и они все вместе летят домой. На следующий день Лиззи с отцом и все феи у дерева, где они живут, пьют чай. Динь, услышав звук поезда, подскакивает, но Видия говорит чтобы она даже не думала об этом. В конце прилетает Теренс и говорит что Динь всё-таки нашла то, что можно починить.

## Феи: Тайна зимнего леса
В мультфильме Динь-Динь и остальные мастера делают для зимних фей корзинки и отправляют их вместе с совами в зимний лес. Динь вызывается помочь Фауне, которая ведёт зверей к границе, чтобы звери наконец её перешли. Там Динь под впечатлением от того, что происходит со шкурками зверей, когда они переходят границу и тоже переходит границу, в итоге её крылья начинают сиять. Фауна вытаскивает её из зимнего леса и ведёт к доктору который говорит, что с её крыльями всё в порядке, но советует ей больше не пересекать границу. Динь пытается найти в библиотеке информацию почему её крылья засияли, но найдя нужное, она обнаруживает, что страницу съел книжный червь и теперь ей поможет только Хранитель, который живёт в зимнем лесу. Тайком она шьёт себе шубку и отправляется в зимний лес на корзинках. Добравшись до Хранителя, она выясняет, что сияние её крыльев происходит от того, что у неё есть сестра — Незабудка, которая оказывается другом Хранителя и тот показывает им природу их появления и разрешает Динь остаться на время, несмотря на запрет Лорда Милори — главного в зимнем мире фей. Незабудка знакомит Динь со своими подругами Льдинкой и Шпилькой, которые очень рады познакомиться с летней феей и они развлекаются весь день, а вечером Динь и Незабудка проверяют, что у них общего (выходит что почти всё). Незабудка хочет побывать в том мире и Динь говорит, что это возможно ведь она смогла создать огонь в зимнем лесу. Но из-за этого огня пол из льда тает и Динь падает вниз, но её спасает Хранитель который говорит, что ошибся и Динь-Динь не место здесь. У границы Динь-Динь и Незабудка якобы прощаются, а сами договариваются о встрече на следующий день. Динь-Динь с друзьями строит снегодел и на следующий день Незабудка под снегоделом летает по территории и знакомится с друзьями Динь. Но неожиданно в снегоделке заканчивается лед и Незабудка начинает слабеть. Друзья везут её на границу где уже их ждёт Лорд Милори. С Незабудкой всё хорошо, но Лорд Милори всё равно не рад, что они нарушили правила, а Королева говорит что это её правило и им надо беречь друга друга и больше не видеться. Динь и Незабудка прощаются и расходятся, а Лорд Милори сталкивает снегоделку в озеро, но она застревает в камнях и начав работать выбрасывает снег на тёплую сторону долины. Королева рассказывает Динь-Динь, как появилось это правило, а потом Динь видит снег и летит к границе, где уже появился снежный ураган. Динь с друзьями сталкивают снегодел в озеро, но снег выходит из зимнего леса и идёт к древу пыльцы. Динь видит цветок Розетты который заморозила Незабудка — он ещё жив и тогда Динь летит за помощью к незабудке и её друзьям. Но не долетев она падает. Незабудка и друзья прилетают к древу и начинают его замораживать. На помощь им приходят остальные феи зимнего леса под командованием Лорда Милори. После их заморозки лёд и холод достигают древа пыльцы, а потом выглядывает солнце и размораживает всё, а древо по прежнему работает, но тут выясняется что Динь сломала крыло, когда летела за помощью, но оно заживает когда они соприкасаются с сестрой своими крылышками и Динь-Динь вновь может летать. Королева и Лорд Милори разрешают им остаться вместе. Граница тем временем упразднена, и всем,  кто идёт в зимний лес феи зимы замораживают крылья.

## Феи: Загадка пиратского острова
В мультфильме Динь тоже одна из главных персонажей. К Динь приходит фея Зарина — хранительница золотой пыльцы и зовёт её показать ей что она сделала. Ведь Зарина ставя опыты с пыльцой сделала так что теперь может применить абсолютно любой талант. Динь-Динь не разделяет восторга Зарины по поводу её нового увлечения и как оказывается не напрасно так как Зарина заболтавшись рассыпает всю сделанную ей пыльцу на цветок от чего тот разрастается и разрушает долину и хранилище. Фею Зарину за это выгоняют. Спустя год Динь с подругами готовит номер для фестиваля, но его нарушает нападение Зарины которая вернувшись усыпляет всех и крадёт голубую пыльцу. Динь с подругами успевают спрятаться, а после летят в погоню за Зариной и отобрав у неё пыльцу летят назад, но Зарина догоняет их и кидает в них разноцветную пыльцу от чего их заносит сквозь водопад, а Зарина одержав победу улетает с пыльцой. Проснувшись Динь с подругами обнаруживают что Зарина поменяла их талантами. Динь-Динь стала феей воды и открыла проход в водопаде, но все кроме Серебрянки всё равно упали в воду. Выбравшись, они делают лодку и плывут за пиратским кораблём. Тайком забрать пыльцу не получается, к тому же потом их ловят пираты и сажают в клетку. Выбравшись с помощью крокодильчика, они забирают пыльцу и собираются улетать, но юный Джеймс-крюк останавливает их, говоря, что убьёт Зарину. Динь возвращает ему пыльцу, пираты с её помощью поднимают свой корабль в небо и улетают предварительно кинув банку с Зариной в море. Динь и подруги спасают Зарину и отправляются в погоню за пиратами. Догнав их они вступают с ними в бой и разворачивают корабль. Позже Динь, с помощью своего дара поднимает стену воды, тем самым остановив полёт Джеймса. Забрав пыльцу и уговорив Зарину остаться с ними они возвращаются, где Зарина возвращает каждой фее её талант.

## Турнир долины фей
В короткометражке Динь является второстепенным персонажем и принимает участие в турнире. Напарницей Динь-Динь становится фея Мэри. После 1-го тура Динь объясняет Хлое, что они феи садов участвуют и во втором туре, но сами они с Мэри доходят не далеко и дальше болеют за свою подругу — фею садов.

## Феи: Легенда о чудовище
Самый новый мультфильм о феях, он вышел в 2014 году, здесь фея Динь также не является основным действующим лицом.

## Награды
21 сентября 2010 года, Динь-Динь получила звезду на «Аллее славы» в Голливуде.